# أنديرس ك. جاكوبسن
أنديرس ك. جاكوبسن (بالدنماركية: Anders K. Jacobsen) (27 أكتوبر 1989 بالدنمارك - ) هو لاعب كرة قدم دانمركي في مركز الهجوم. لعب مع نادي أوبه ونادي أودنسه ونادي فايله ونادي نايستفيد وVejle Boldklub Kolding ‏ وFC Fredericia ‏ وNæsby Boldklub ‏.

## وصلات خارجية
- أنديرس ك. جاكوبسن على موقع الاتحاد الأوربي (الإنجليزية)
- أنديرس ك. جاكوبسن على موقع قاعدة بيانات كرة القدم.إي يو (الإنجليزية)
- أنديرس ك. جاكوبسن على موقع Soccerway.com (الإنجليزية)
- أنديرس ك. جاكوبسن على موقع عالم كرة القدم.نت (الإنجليزية)
- أنديرس ك. جاكوبسن على موقع AS.com (الإسبانية)